# William Z. Foster
William Zebulon Foster (ur. 25 lutego 1881 w Taunton, zm. 1 września 1961 w Moskwie) – amerykański polityk, działacz komunistyczny, trzykrotny kandydat na urząd prezydenta Stanów Zjednoczonych.

## Życiorys
Urodził się 25 lutego 1881 w Taunton. Od 1894 roku zaangażował się w organizowanie bojówek obywatelskich, a w 1909 roku dołączył do Robotników Przemysłowych Świata. Tuż po zakończeniu I wojny światowej został liderem strajków, organizowanych przez Amerykańską Federację Pracy. Rok później radzieccy działacze komunistyczni uznali założoną przez Fostera Trade Union Educational League za część Czerwonej Międzynarodówki Związków Zawodowych. Komunistyczna Partia Stanów Zjednoczonych wysunęła jego kandydaturę na prezydenta w latach: 1924, 1928 i 1932. W kampaniach wyborczych przewidywał ostateczny upadek kapitalizmu i ustanowienie republiki robotniczej.
W 1932 roku Foster przeszedł zawał serca, co wymusiło wycofanie się z życia publicznego. Nowym sekretarzem generalnym Partii Komunistycznej został Earl Browder, jednak działacze, niezadowoleni z jego przywództwa, wybrali ponownie Fostera w 1945 roku. Trzy lata później został oskarżony o działalność wywrotową, jednak nie został postawiony przed sądem z uwagi na zły stan zdrowia. Jego pozycja w partii została zagrożona, gdy poparł zbrojne stłumienie rewolucji na Węgrzech przez Armię Radziecką w 1956 roku. Rok później został mianowany emerytowanym przywódcą Komunistycznej Partii USA, co ostatecznie pozbawiło go realnej władzy. Zmarł 1 września 1961 roku w Moskwie.